# Schwieberdinger Vertrag
Der Schwieberdinger Vertrag war ein Friedensvertrag, mit dem sich das Herzogtum Württemberg im Spanischen Erbfolgekrieg eine Schonung durch die Truppen Frankreichs mittels des französischen Marschalls Villars für eine Million Gulden erkaufte.
Der Vertrag wurde am 6. Juni 1707 in dem damals kleinen Örtchen Schwieberdingen im Strohgäu, nördlich der württembergischen Residenz Stuttgart, geschlossen.